# Jørn Gottlieb
Jørn Gottlieb (født 17. oktober 1953) er en dansk skuespiller, har optrådt i adskillige teaterstykker og film. Han har desuden lagt stemme til flere tegnefilm, mest i større produktioner og ellers hos Disney, bl.a. i rollen som Clayton i Tarzan. Han har optrådt på ABC Teatret, Betty Nansen Teatret, Café Teatret, Det Danske Teater , Det Kongelige Teater, her arbejdede han i 6 år. Det Ny Teater, Nørrebros Teater, Husets Teater, Jørgen Blaksted turneen, Det Danske Teater, H.C.Andersens Turneen Aalborg Teater og Odense Teater. Han har medvirket i spillefilmene Charly & Steffen fra 1979 som bandmedlem, lærer ved eksamen i Den kroniske Uskyld fa 1985 samt julekalenderen Alletiders Nisse fra 1995 og tv-serierne, Taxa (1999) Rejseholdet (2001), Hotellet (2001) og Skjulte spor (2001). Desuden har han lavet radiospil, voice overs, dubbing, speaks, samt indtalt utallige reklamer, dokumentar film og bog indtalinger. Han bor sammen med Gabriella Addington og er ikke i familie med Ulla Gottlieb.